# Хосе Марія Відаль
Хосе Марія Відаль (ісп. José María Vidal, 6 травня 1935, Мадрид — 1 серпня 1986, Валенсія) — іспанський футболіст, що грав на позиції півзахисника.
Виступав, зокрема, за клуб «Реал Мадрид», а також національну збірну Іспанії.
Дворазовий чемпіон Іспанії. Володар Міжконтинентального кубка.

## Клубна кар'єра
У дорослому футболі дебютував 1953 року виступами за команду «Саламанка», в якій провів один сезон, взявши участь в 11 матчах чемпіонату. 
Згодом з 1954 по 1959 рік грав у складі команд «Реал Сарагоса», «Плюс Ультра», «Гранада», «Атлетіко Сеута» та «Реал Мурсія».
Своєю грою за останню команду привернув увагу представників тренерського штабу клубу «Реал Мадрид», до складу якого приєднався 1959 року. Відіграв за королівський клуб наступні три сезони своєї ігрової кар'єри. Більшість часу, проведеного у складі мадридського «Реала», був основним гравцем команди.
Протягом 1962—1966 років захищав кольори клубів «Малага», «Леванте» та «Реал Вальядолід».
Завершив ігрову кар'єру у команді «Філадельфія Спартанс», за яку виступав протягом 1967 року.

## Виступи за збірну
У 1960 році дебютував в офіційних матчах у складі національної збірної Іспанії.
Загалом протягом кар'єри в національній команді, яка тривала 2 роки, провів у її формі 4 матчі.
Помер 1 серпня 1986 року на 52-му році життя у місті Валенсія.

## Титули і досягнення
- Чемпіон Іспанії (2):

«Реал Мадрид»: 1959-1960
- Володар Міжконтинентального кубка (1): 1960